# Manzanal de los Infantes
Manzanal de los Infantes település Spanyolországban,  Zamora tartományban. Manzanal de los Infantes Mombuey, Cernadilla, Asturianos, Espadañedo, Muelas de los Caballeros, Peque és Rionegro del Puente községekkel határos. Lakosainak száma 135 fő (2024).

## Népesség
A település népessége az utóbbi években az alábbiak szerint változott:
| Lakosok száma | 188  | 182  | 155  | 147  | 142  | 148  | 127  | 123  | 130  | 135  |
|               | 2001 | 2004 | 2007 | 2009 | 2012 | 2014 | 2017 | 2019 | 2022 | 2024 |